# Prosthechea tigrina
Prosthechea tigrina är en orkidéart som först beskrevs av Jean Jules Linden och John Lindley, och fick sitt nu gällande namn av Wesley Ervin Higgins. Prosthechea tigrina ingår i släktet Prosthechea och familjen orkidéer. Inga underarter finns listade i Catalogue of Life.